# Boeing RC-135
Le Boeing RC-135 est une famille de grands avions de reconnaissance dérivés du ravitailleur KC-135 Stratotanker et de l'avion de transport C-135 Stratolifter et modifiés par plusieurs sociétés dont General Dynamics, Lockheed, LTV, E-Systems et L3 Technologies. Ils sont utilisés par l'United States Air Force et la Royal Air Force et de nombreuses versions sont en service depuis 1961. Contrairement aux C-135 et KC-135 qui sont connus chez l'avionneur comme le Model 717, le RC-135 est désigné Model 739. Un grand nombre de versions sont modifiées à de nombreuses reprises, ce qui conduit à un large éventail de configurations, de désignations et de noms de programmes.

## Historique
La première version du RC-135, le RC-135A, est commandée en 1962 par l'United States Air Force afin de remplacer les RB-50 Superfortress. Initialement, la commande porte sur neuf appareils, mais ce nombre est par la suite réduit à quatre. À cette version Boeing donne la désignation Model 739-700 bien que les appareils soient des KC-135A modifiés. Leurs moteurs sont des turboréacteurs à simple flux Pratt & Whitney J57, les mêmes que sur la version de ravitaillement. Les avions reçoivent des caméras dans un logement situé juste en arrière de la roulette de nez, où se trouve normalement le réservoir de carburant avant. Comme les RC-135 doivent être affectés aux missions photographiques et de surveillance, ils ne disposent pas du système de ravitaillement en vol. Bien que le RC-135A soit la première désignation de la famille RC-135, ce n'est pas le premier à entrer en service ; cette distinction revient au RC-135S qui commence ses missions de reconnaissance en 1961, suivi du RC-135D en 1962.
La version suivante à être commandée est le RC-135B utilisé pour le renseignement d'origine électromagnétique en remplacement des RB-47H Stratojet. Contrairement aux premières versions, les RC-135B sont motorisés par des turboréacteurs à double flux Pratt & Whitney TF33 au lieu des J57. Dix appareils sont construits et livrés directement à Martin Aircraft à partir de 1965 pour recevoir leurs équipements électroniques opérationnels. En 1967, ils sont convertis en RC-135C avant d'entrer en service cette année-là. Ces avions ne sont pas équipés de la perche de ravitaillement et le poste du boomer est utilisé comme soute pour une caméra KA-59. Extérieurement, ces avions sont reconnaissables grâce à leurs gros carénages d'antennes, situés sur les « joues », à l'avant du fuselage. Les RC-135B sont les derniers appareils construits à l'usine ; les versions suivantes sont issues de la modification d'appareils existants, soit de RC-135 plus anciens, soit d'avion ravitailleurs et de transport.
La flotte de RC-135 subit une importante refonte, achevée en 2005 et qui se traduit entre autres par des renforcements de la structure et la modernisation des systèmes de navigation ; l'une des principales améliorations est la remotorisation des avions, les turboréacteurs TF33 étant remplacés par des CFM56 (désignation militaire F108), moteurs équipant les KC-135R et T ; de plus, l'instrumentation du cockpit est entièrement renouvelée, les instruments analogiques laissant place à une planche de bord tout écran.

## Versions

### KC-135A Plate-Forme de Reconnaissance
Au moins quatre ravitailleurs KC-135A sont convertis en plates-formes rudimentaires de reconnaissance sans changement dans la désignation. Les KC-135 55-3121, 55-3127, 59-1465 et 59-1514 sont modifiés à partir de 1961. Cette année, l'Union soviétique annonce son intention de faire détoner en Nouvelle-Zemble une bombe thermonucléaire de 100 mégatonnes, appelée Tsar Bomba. Un KC-135A (55-3127) utilisé comme banc d'essai est modifié dans le cadre du programme Big Safari en configuration Speed Light Bravo pour obtenir des renseignements sur l'essai. Le succès de la mission incite l'Air Force à modifier d'autres appareils pour les missions de renseignement.

## Histoire opérationnelle

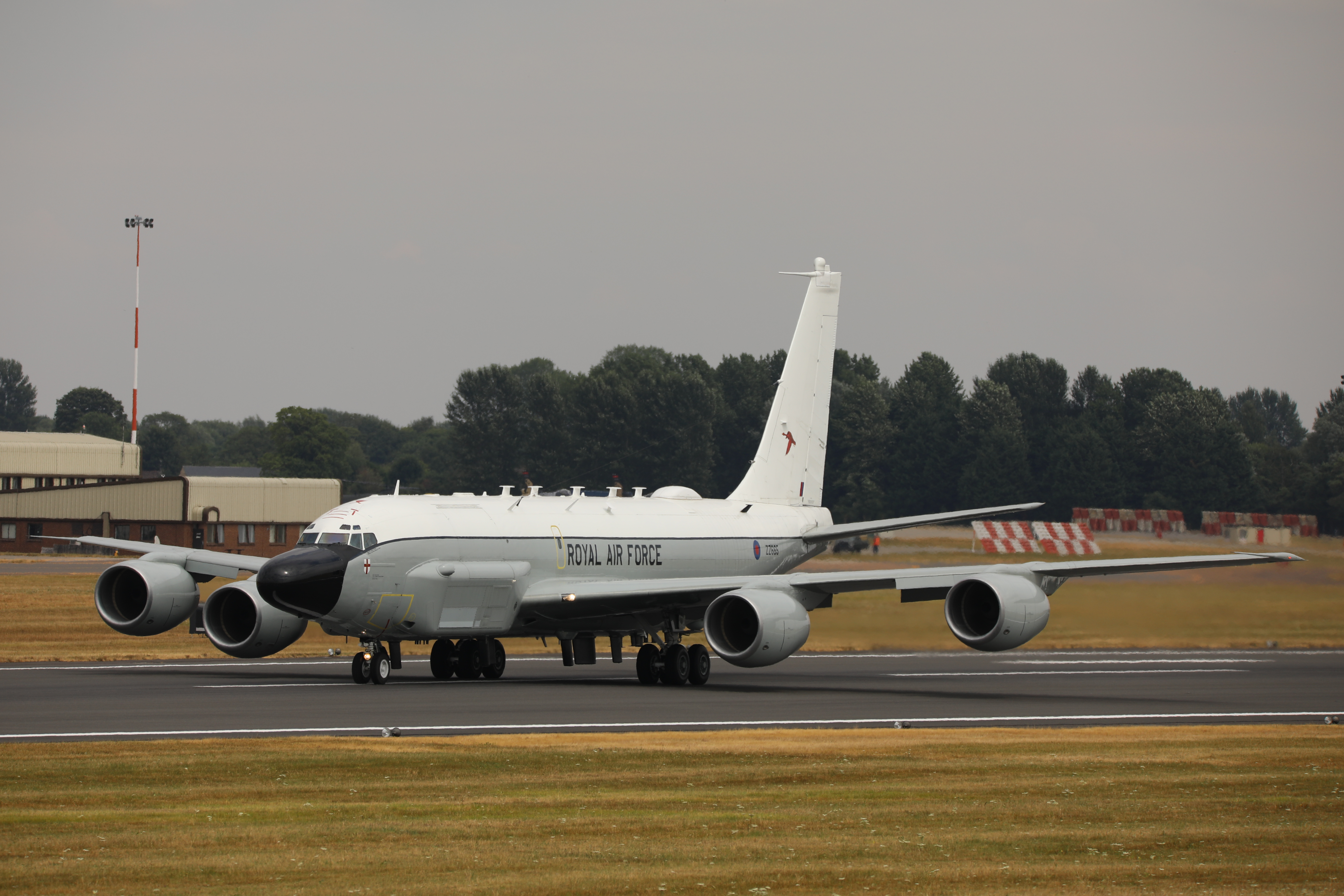
Un des RC-135 de la RAF en service depuis 2014.

Actuellement, trois versions sont en service au sein de l'armée américaine :
- Le RC-135S Cobra Ball équipé de capteurs lui permettant de suivre les vols de missiles balistiques. Il les traque pour la phase ascensionnelle et la phase de rentrée, notamment pour lutter contre la prolifération des missiles balistiques de théâtre. Trois exemplaires de cette version sont actuellement en service.
- Le RC-135U Combat Sent conçu pour récolter des données sur les systèmes radars adverses. Les éléments collectés servent à développer ou mettre à jour des systèmes de guerre électronique ou de contremesures.
- Le RC-135V/W Rivet Joint est l'avion de SIGINT (Renseignement d'origine électromagnétique) de l'US Air Force. Il surveille à la fois les communications radio et les signaux électroniques émis par les radars adverses. La Royal Air Force a commandé en 2010 trois exemplaires de cet appareil, des Boeing KC-135 Stratotankers de seconde main de l'USAF convertis par L3 Technologies[2], dénommés Airseekers qui sont opérationnels depuis 2014.